# Důl (okres Pelhřimov)
Důl (od 1. ledna 1993 do 22. března 1993 Důl u Pošné, německy Doll) je obec v okrese Pelhřimov v Kraji Vysočina. Žije zde 51 obyvatel.

## Historie
První písemná zmínka o obci pochází z roku 1542.

## Obyvatelstvo
| Rok            | 1869 | 1880 | 1890 | 1900 | 1910 | 1921 | 1930 | 1950 | 1961 | 1970 | 1980 | 1991 | 2001 | 2011 | 2021 |
| -------------- | ---- | ---- | ---- | ---- | ---- | ---- | ---- | ---- | ---- | ---- | ---- | ---- | ---- | ---- | ---- |
| Počet obyvatel | 323  | 278  | 305  | 293  | 296  | 280  | 249  | 163  | 162  | 131  | 100  | 75   | 53   | 50   | 51   |
| Počet domů     | 48   | 48   | 49   | 48   | 50   | 50   | 51   | 50   | 46   | 40   | 34   | 39   | 40   | 41   | 39   |

## Obecní správa
Mezi lety 1869–1950 Důl byl obcí v okrese Pelhřimov (1869–1930) a později v okrese Pacov. V letech 1961–1992 patřil jako část obce k Pošné a od 1. ledna 1993 je opět samostatnou obcí v okrese Pelhřimov.

### Části obce
- Důl
- Nová Ves

## Pamětihodnosti
- Kaplička svatého Jana Nepomuckého